# Charles Evers
Pour les articles homonymes, voir Evers.
James Charles Evers, dit Charles Evers, né le 11 septembre 1922 à Decatur (Mississippi) et mort le 22 juillet 2020 à Brandon (Mississippi) est un activiste et un homme politique américain, impliqué dans le mouvement afro-américain des droits civiques et élu lors d'élections à Fayette (Mississippi). Il est frère de Medgar Evers, lui aussi activiste et homme politique.

## Biographie

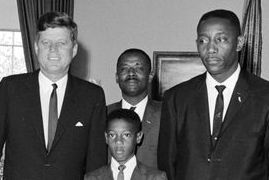
Charles Evers (à droite) et le président John F. Kennedy en juin 1963.

Charles Evers est le premier maire afro-américain élu au Mississippi depuis la reconstruction lorsqu'il remporte l'élection en 1969 à Fayette.

### Famille
Charles Evers est le frère aîné de Medgar Evers.